# Salacistis
Salacistis là một chi thực vật có hoa trong họ, Orchidaceae.